# Чат (Эрзурум)
Чат (тур. Çat) — город и район в провинции Эрзурум (Турция). Расположен на автодороге Эрзурум-Бингёль, в 52 км от города Эрзурум. Находится в зоне высокой сейсмической активности из-за расположения на стыке Восточно-Анатолийского и Северо-Анатолийского разломов. Основу экономики составляют сельское хозяйство и животноводство.

## История
Чат был основан в начале XVIII века османскими сипахами в районе современного посёлка Яви (в 17 км от нынешнего центра района). После Первой мировой войны был присоединён к району Кыгы, позже — к Терджану. В 1937 году административный центр переместился в село Ашагычат, а в 1939 году район перешёл в подчинение Ашкале. В 1946 году село Оюклу (нынешний Чат) было передано непосредственно в состав провинции Эрзурум, а в 1954 году получило статус районного центра.

## География
Район расположен на высоком плато с вулканическим рельефом, окружён холмами. Почвы преимущественно каменистые, местами засоленные. Граничит с районами:
- На востоке — Текман
- На западе — Терджан
- На севере — центральный район Эрзурума
- На юге — Бингёль (районы Карлыова и Едису)

Через район проходит автодорога Эрзурум-Бингёль (открыта в 1986 году). Расстояние до Карлыова составляет 61 км.

## Климат
Преобладает резко континентальный климат:
- Зимы суровые (до −40 °C), с обильными снегопадами
- Лето жаркое и засушливое
- Основные осадки приходятся на весенний период